# Rhagodima annulata
Rhagodima annulata är en spindeldjursart som först beskrevs av Simon 1885.  Rhagodima annulata ingår i släktet Rhagodima och familjen Rhagodidae. Inga underarter finns listade i Catalogue of Life.